# Mramorsko Brdo
Mramorsko Brdo (en serbe cyrillique : Мраморско Брдо) est un village de Serbie situé dans la municipalité de Merošina, district de Nišava. Au recensement de 2011, il comptait 189 habitants.

## Démographie

### Évolution historique de la population
| 1948 | 1953 | 1961 | 1971 | 1981 | 1991 | 2002 | 2011 |
| ---- | ---- | ---- | ---- | ---- | ---- | ---- | ---- |
| 73   | 69   | 57   | 52   | 62   | 62   | 67   | 189  |

|  |